# Antoni Brodecki
Antoni Brodecki (ur. 1888 w Skępem, zm. wrzesień 1948) – polski nauczyciel, komendant Obwodu Płońskiego Batalionów Chłopskich.
Był kierownikiem Szkoły Powszechnej w Arcelinie. Zorganizował Koło Rolnicze, Koło Młodzieży Wiejskiej „Wici” i kasę Stefczyka, prezes ochotniczej straży pożarnej. Należał do Polskiego Stronnictwa Ludowego „Wyzwolenie” i Stronnictwa Ludowego. Od 1940 roku organizował Chłopską Organizację Wolności „Racławice”, następnie przeszedł do konspiracyjnego Stronnictwa Ludowego „Roch”.
27 maja 1943 aresztowany i osadzony w Forcie III. Następnie został przewieziony do obozu koncentracyjnego w Mauthausen, gdzie przebywał do wyzwolenia. Po powrocie został prezesem Zarządu Powiatowego PSL, a potem PSL Lewicy.